# Растеряева, Агрофена Васильевна
Агрофе́на Васи́льевна Растеря́ева (1811 — 1874) — вдова купца 1-й гильдии, купчиха 1-й гильдии, крупный предприниматель.

## Биография
После смерти Сергея Ивановича Растеряева в 1861 году, его вдова Агрофена Васильевна унаследовала дело супруга: пять предприятий, три из которых находились в Петербурге.
Также ей принадлежали два дома на Троицком проспекте в центре столицы.
На кожевенном заводе в 1862 году было 36 работников, стоимость продукции составила 155 тысяч рублей. Химический завод, основанный в 1847 году (в 1862-м — 40 рабочих), производил серную, азотную и соляную кислоты, а также нашатырный спирт. Существовал с 1853 года и третий завод — дроболитный (или дробяной), там было всего 6 рабочих. В 1862 году в общей сложности на трех предприятиях вдовы работали 82 рабочих, а стоимость продукции составила 280 тысяч рублей. Растеряевой принадлежали также два кирпичных завода, основанных в 1855 и 1858 годах вблизи Петербурга. По данным 1865 года, на них было произведено 7 миллионов штук «красного и алого» кирпича на сумму 80 тысяч рублей, трудилось 200 рабочих, действовала паровая машина.
Будучи в возрасте 50 лет, она стала уверенно управлять огромным хозяйством:
Она разбиралась в торговле химикалиями, металлами, скобяным товаром. Часть товаров реализовывались в Гостином дворе и на двух лавках в Апраксином дворе, торговля кирпичом шла на специальном «дворе» в центре Петербурга.
Купчиха 1-й гильдии Аграфена Растеряева была одной из самых ярких петербургских фабриканток.
Растеряева активно способствовала разработке первой торговой марки завода и получила право клеймить изделия государственным гербом; продукция, выпускаемая на заводах Растеряевой, распространялась в Москве, Петербурге и Риге.
Спустя четыре года после начала управления, Аграфена Растеряева заключила выгодный и престижный госдоговор: первый госзаказ от телеграфного Управления Министерства внутренних дел на поставку большой партии «телеграфической проволоки» (ранее такой продукт закупался в Англии.).
Вскоре после этого металлический завод расширил свою клиентскую базу. Его заказчиками были все главные театры, дворцы, музеи, храмы и заводы Петербурга. Телеграфическая проволока стала востребованной продукцией.
Растеряева расширяла производство и занимала всё новые ниши: мостостроение, котлостроение, создание подъемных механизмов, изготовление крупных металлических конструкций.
Именно на её производстве создавались «легкие, словно невесомые, воздушные переплёты», поддерживающие:
- стеклянные своды галерей ГУМа и ЦУМа в Москве,
- каркасы куполов Спаса на Крови,
- своды:
  - зрительного зала Мариинского театра,
  - центрального зала Главпочтамта,
- стропила и перекрытия:
  - театра Эрмитаж,
  - Академии художеств.

### Семья
- Муж: Сергей Иванович Растеряев (ум. 1861 год.).

Аграфене Васильевне помогали числившиеся с ней «в одном капитале» трое сыновей: 27-летний Иван, 22-летний Григорий и 21-летний Николай. После её смерти они унаследовали дело.
- Внук: Сергей Иванович Растеряев, купец 1-й гильдии.